# 复兴式建筑

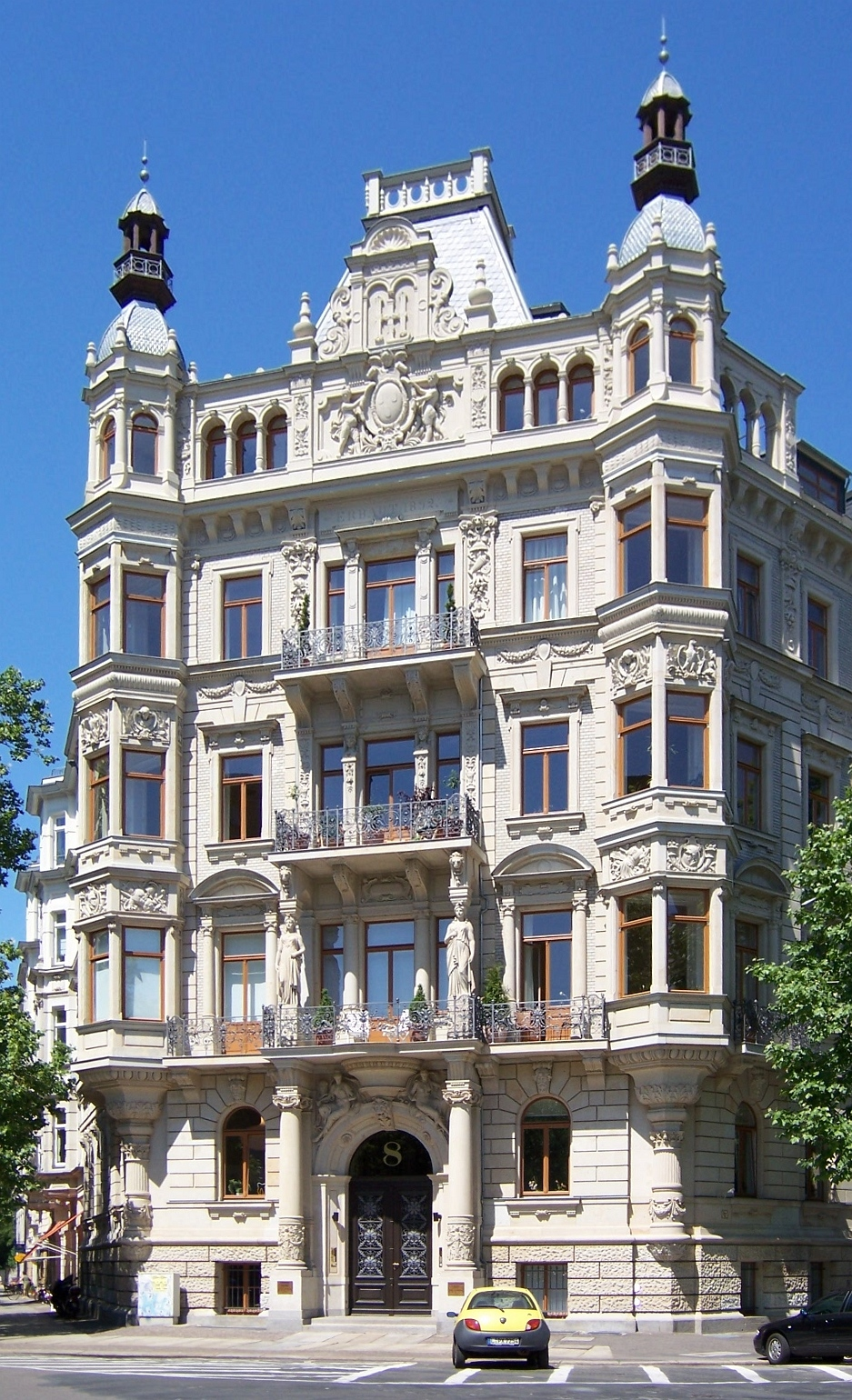
典型的奠基時代建築：德國萊比錫的Palais Roßbach（1892），由Arwed Roßbach設計

复兴式建筑（英語：Revivalism）即仿古建築。建築師利用視覺樣式，有意识地呼應的過往時代的建築風格，在19世纪和20世纪初的美国有许多建筑复兴主义运动。现代复兴的样式也可以被归纳在新古典主義建筑。

## 歷史
古羅馬人就曾大量模仿古埃及，古希臘，古安納托利亞等地區的建築風格，如方尖碑、赛斯提乌斯金字塔、古希臘神廟、希臘劇院等。

## 分類

### 混合式建筑

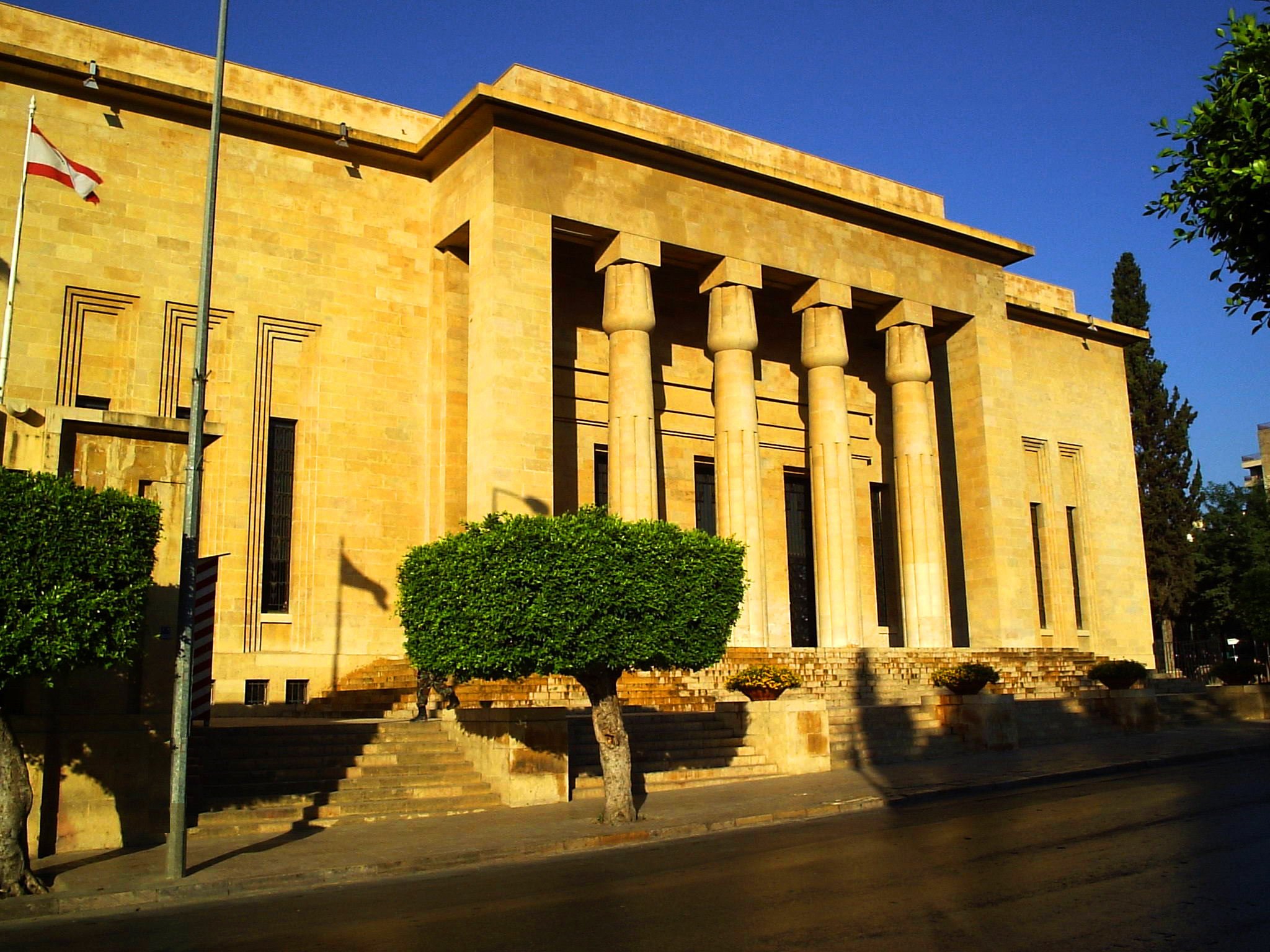
埃及復興建築：National Museum of Beirut（1937）

- 奠基時代 - 19世纪下半叶的德国历史主义建筑，独特风格的mélange; 后来的变化包括如“Heimatstil”。
- 俄羅斯復興建築 - 在19世纪第二季度出现的俄罗斯建筑中许多不同运动的通称。
- 歷史主義- 混合复兴，可包括几种旧款式，结合新元素
  - 新历史主义 - 复兴歷史主義建筑，包括几种复兴风格；从后现代建筑出现在20世纪90年代后期
- 當代古典主義建築 - 遵循前现代主义原则的现代建筑的总称
- 傳統派 - 复兴不同地域的传统风格
- 乡土建筑 - 区域建筑传统的总称，贯穿时代，也在复兴建筑中使用和引用
- 印度撒拉遜復興建築（印度建築和伊斯兰建筑的復興）
- Georgian Revival architecture
- 地中海復興建築

### 古代复兴
- 埃及復興建築(古埃及建筑的復興）
- 迈锡尼复兴式建筑（希臘邁錫尼建築的復興）
- 新古典主义建筑（古典建筑的復興）
  - 帕拉第奧式建築
  - 聯邦式建築
  - 希腊复兴式建筑（古希腊建筑的復興）
  - 杰弗遜式建築
  - 摄政风格
  - 俄羅斯古典主義
  - 布雜藝術建筑（學院派建築）
  - 當代古典主義建築
  - 帝國風格
  - 畢德麥雅風格
  - 希臘復興式建築
  - 喬治時代建築

### 后古典复兴

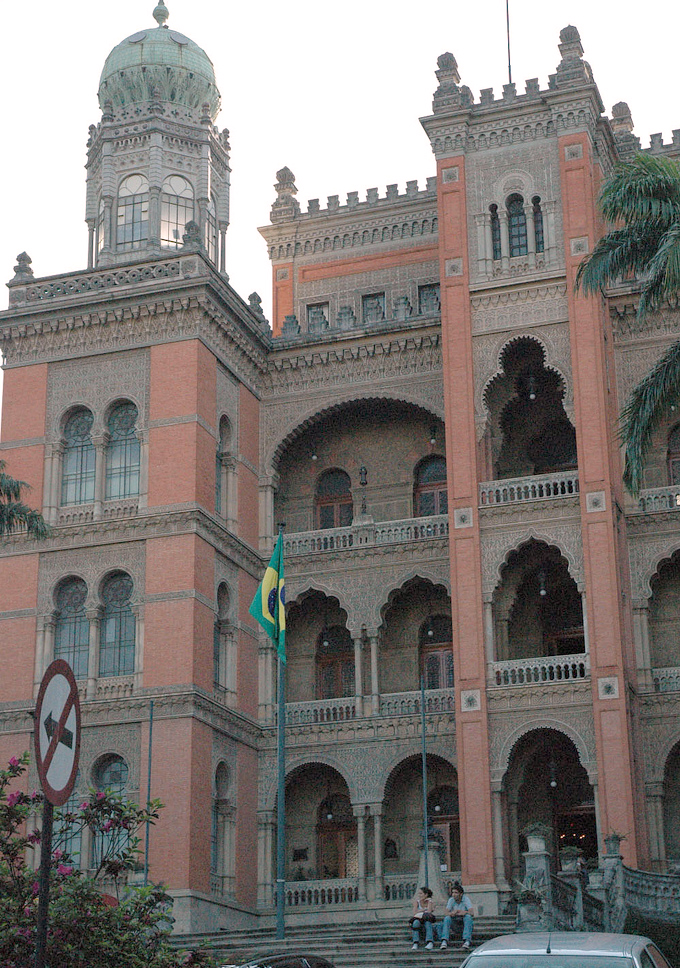
摩爾復興式建築：奧斯瓦爾多·克魯茲基金會

- 拜占庭復興式建築（拜占庭建筑的復興）
  - 布里斯托式拜占庭建築
  - 俄羅斯-拜占庭建築
  - Romanian Revival
- 瑪雅復興式建築（瑪雅建築的復興）

### 中世纪复兴
- 羅曼復興式建築（罗曼式建筑的復興）
  - 英國羅曼式復興建築
  - 理查森羅曼式
- 哥德復興式建築（哥特式建筑的復興）
  - 木匠哥德式建筑
  - 蘇格蘭男爵風格建築
  - 新曼努埃爾式建築（曼努埃爾式建築的復興）
  - 學院哥德式建築
  - 維多利亞時代建築
- 摩爾復興式建築（摩尔式建筑的復興）
  - 新摩爾式建築
- 都鐸復興式建築（都鐸式建築的復興）
- Black-and-white Revival architecture

### 新文藝復興时期

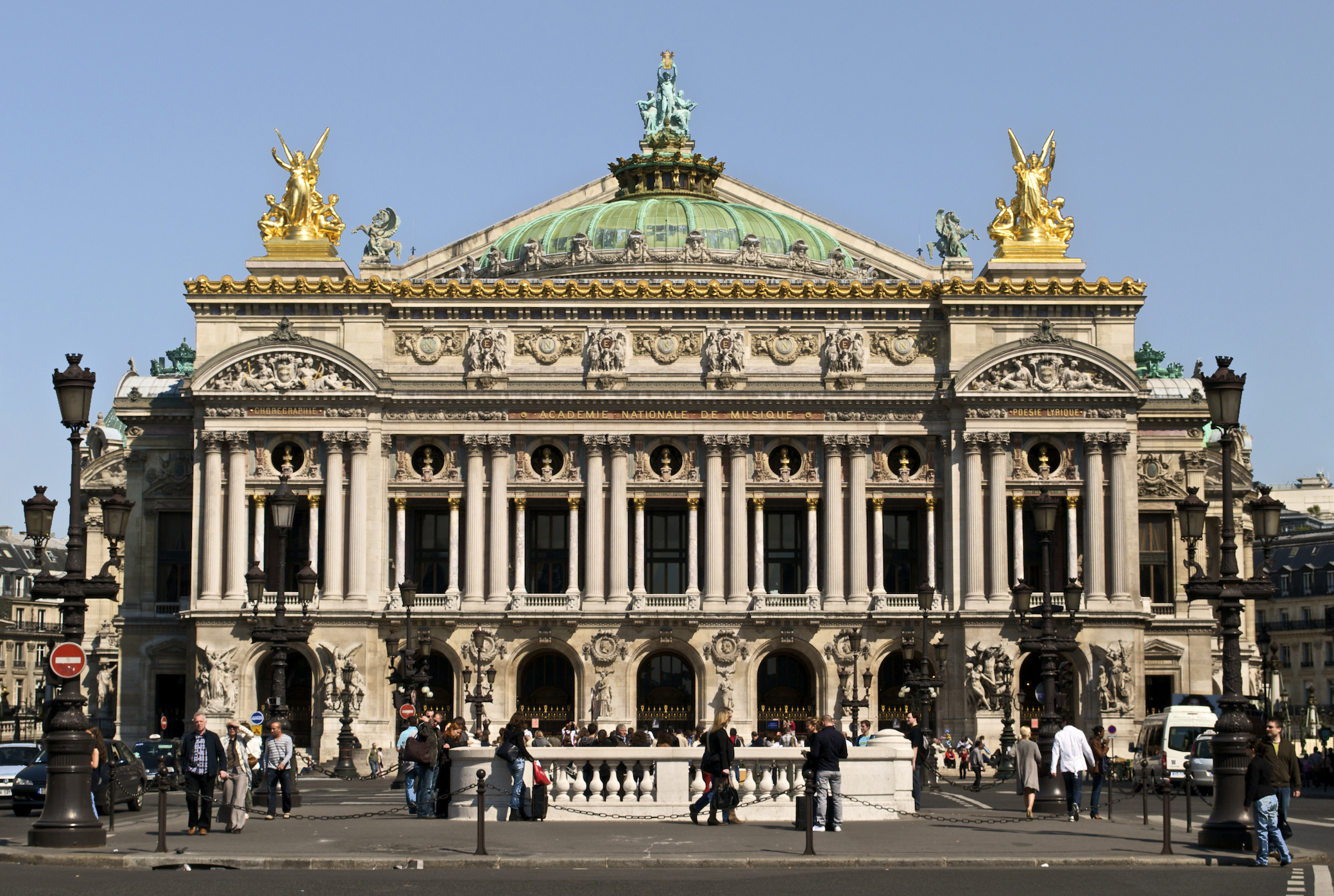
巴黎歌劇院，夏爾·加尼葉設計，建於1861－1875年

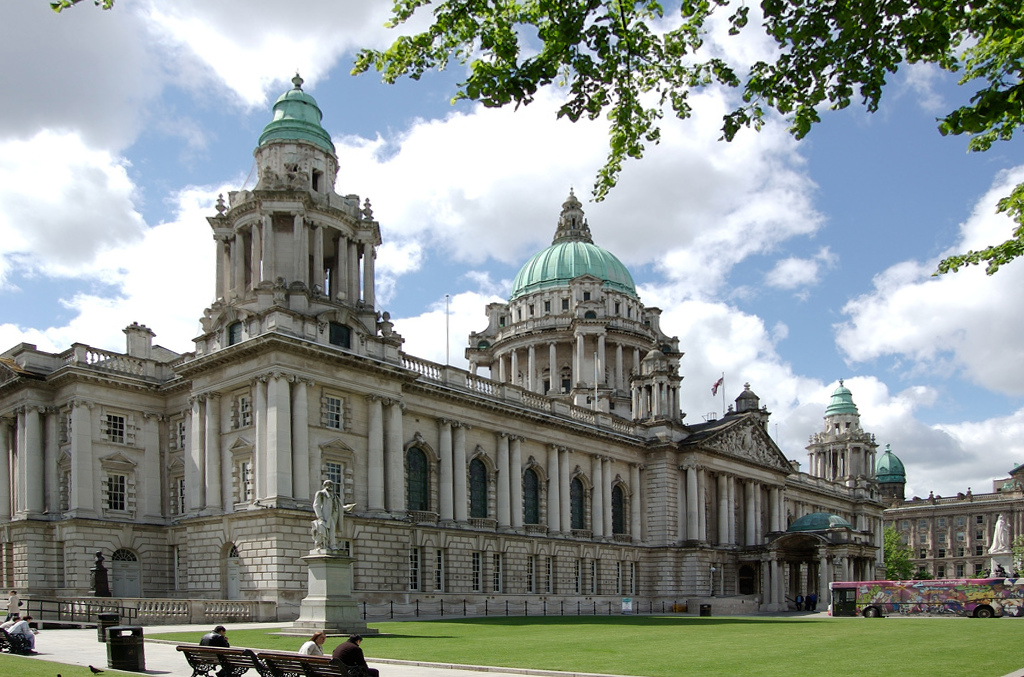
巴洛克復興建築：貝爾法斯特市政廳（1906）

- 新文藝復興建築（复兴文艺复兴建筑）
  - 意大利式建筑
  - 義大利宮殿式建築 - 基於義大利宮殿（Palazzo）的復興
  - 地中海復興建築（地中海古典建筑的復興）
  - 帕拉第奧復興建築（帕拉第奧建築的復興）
  - Châteauesque（法國文藝復興時期建築的復興）
  - 西班牙復興建築（西班牙文藝復興時期建築的復興)
  - Jacobethan（英语：Jacobethan）（Jacobean 建築和伊麗莎白式建築的復興）
  - 美國文藝復興建築

### 巴洛克复兴
- 巴洛克復興建築（巴洛克建築的復興）
  - 荷蘭復興建築（荷蘭巴洛克建築的復興）
  - 西班牙復興建築（西班牙巴洛克建築的復興）
  - 安妮女王復興建築
  - 愛德華時代建築
  - 史達林式建築

### 现代复兴
- 殖民地復興建築（美國殖民地建築的復興）
- 普韋布洛復興建築（普韋布洛人傳統建築的復興）
- Cape Cod復興建築（Cape Cod的復興）
- 荷蘭殖民復興建築（荷蘭殖民建築的復興）
- 西班牙殖民復興建築（西班牙殖民建築的復興）
  - California Churrigueresque（Churrigueresque和墨西哥巴洛克建築的復興）
- 使命复兴式建筑（安達盧西亞古典建築的復興）
- 復興領土式建築（領土式建築的復興）

### 其他复兴
- 度假村建築（德語：Bäderarchitektur，包括復興元素並添加新的風格措施）
- 瑞士小屋風格